# Eduardo Viso
Eduardo Viso Abella (Melón, 16 de diciembre de 1919 - 6 de julio de 1995), fue un futbolista y entrenador español.
Como futbolista jugó como lateral y desarrolló su carrera principalmente en Valladolid, Deportivo La Coruña y Zaragoza. Como entrenador pasó por varios equipos y dirigió al Juvenil de Segunda División y Sporting de Braga de Portugal, antes de partir a Costa Rica, país donde estuvo al frente de los tres principales equipos del país (Deportivo Saprissa, Liga Deportiva Alajuelense y Club Sport Herediano), así como la selección de Costa Rica.

## Trayectoria

### Jugador
Nació en Melón, en la provincia de Orense. Compitió con el Deportivo La Coruña en el Campeonato de Galicia, en la temporada 1937-38, y luego jugó en el Club Coruña hasta 1942. Tras probar en marzo de 1942 con el Atlético Aviación, con el que ya había probado anteriormente, finalmente llegó al Real Valladolid, en la Segunda División. Disputó todos los partidos de Copa, debutando en la victoria por 4-0 ante el Celta de Vigo. Tras eliminar al Real Murcia (con gol de Viso) y al Atlético Aviación, el Valladolid disputó semifinales perdiendo contra el Athletic Club. En la temporada siguiente disputó casi todos los partidos, acabando el equipo en puestos de ascenso, pero sin lograr el ascenso. En el verano de 1943 fue puesto en libertad y devuelto a La Coruña.
Luego fichó por el Deportivo La Coruña, entrenado por Ramón de la Fuente, debutando en la temporada 1943-44 en Primera División, y siendo el primer jugador orensano en vestir la camiseta blanquiazul. Su debut se produjo el 6 de febrero de 1944 en un partido contra la Real Sociedad que acabó en empate (0-0). Marcó su primer gol al día siguiente, en el empate ante el Sevilla F. C. (2-2) en casa. Jugó 14 partidos y marcó siete goles. En la temporada siguiente disputó 26 partidos y marcó seis goles, pero descendió el equipo a Segunda División. En su tercera temporada en el club jugó sólo cinco partidos, en aquel equipo que acabó logrando el ascenso.
En agosto de 1946 fichó por el Real Zaragoza, que militaba en Segunda División.  En su primera temporada en Aragón disputó 17 partidos y marcó 5 goles, lo que no ayudó a evitar el descenso del club a la Tercera División. En enero de 1949, sufrió una grave lesión en el partido contra el Arenas SD, que le mantuvo de baja varios meses. A finales de ese año se disputó en el Estadio de Torrero un partido homenaje a Viso entre el Zaragoza y el Deportivo, en el que el futbolista participó en cada equipo. 

### Entrenador
Tras retirarse como futbolista, inició su carrera como entrenador en Arenas de Zaragoza, en Tercera División, en la temporada 1950/51. Luego jugó en Sporting Ciudad, de la Ciudad Vieja de La Coruña, y Club Santiago, y fue nombrado director de la Escuela Regional de Entrenadores.
En agosto de 1954, tomó las riendas del Juvenil en la histórica temporada 1954-55, la primera y única del club coruñés en Segunda División. Entrenó al equipo hasta su dimisión tras la jornada 21, en la que perdió por 7-1 ante Osasuna, dejando al equipo al borde del descenso.
En diciembre de 1955 fichó como nuevo entrenador del Sporting Clube de Braga, en sustitución del argentino Antonio Imbelloni, que había dejado al equipo en la última posición de la tabla. Aunque consiguió algunas victorias en la parte final de la temporada, no pudo salvar al equipo, que acabó descendiendo a Segunda División. 
En 1958 fue contratado como entrenador del Deportivo Saprissa de Costa Rica. Durante sus tres años al frente del club obtuvo dos subcampeonatos de la liga costarricense y ganó la Copa de 1960. En 1962 pasó a entrenar la Liga Deportiva Alajuelense, con la que logró un nuevo subcampeonato de liga. En 1965, luego de su paso por el Club Sport Herediano, pasó a ser entrenador de la selección de Costa Rica, en un triunvirato formado por él, Alfredo Piedra y Mario Cordero Brenes. Condujeron al equipo al Campeonato de Naciones de la CONCACAF ese año, pero no lograron revalidar el título de la edición anterior.
En 1970 volvió a dirigir brevemente a la selección nacional de Costa Rica, así como nuevamente a Liga Deportiva Alajuelense, logrando el título de liga. En 1974 regresa nuevamente al banquillo alajuelense, y conquistó una nueva Copa.

## Palmarés

### Como entrenador

#### Títulos nacionales
| Título                         | Equipo                     | País       | Año  |
| ------------------------------ | -------------------------- | ---------- | ---- |
| Torneo de Copa de Costa Rica   | Deportivo Saprissa         | Costa Rica | 1960 |
| Primera División de Costa Rica | Liga Deportiva Alajuelense | Costa Rica | 1970 |
| Torneo de Copa de Costa Rica   | Liga Deportiva Alajuelense | Costa Rica | 1974 |